# Parafia św. Mikołaja w Lubieniu
Parafia Świętego Mikołaja w Lubieniu – parafia rzymskokatolicka w Lubieniu.
Parafia erygowana w 1919 roku. Kościół parafialny murowany, został wybudowany w 1938 roku. Budowla została wzniesiona w stylu eklektycznym i posiada barokowe elementy wystroju wnętrza.

## Zasięg parafii
Do parafii należą wierni z miejscowości: Horostyta, Ignaców, Kaplonosy, Lipówka, Lubień, Zahajki, Wyryki-Kolonia, Wyryki-Połód, Wyryki-Adampol, Wyryki-Wolę oraz Zamołodycze.